# Ioan Albu
Ioan Albu (n. 16 mai 1892, Gilard - d. 1966, Timișoara) a fost un deputat în Marea Adunare Națională de la Alba Iulia, organismul legislativ reprezentativ al "tuturor românilor din Transilvania, Banat și Țara Ungurească", cel care a adoptat hotărârea privind Unirea Transilvaniei cu România, la 1 decembrie 1918.

## Biografie
Ioan Albu a studiat la Facultatea de Agronomie. A fost inginer agronom. A fost preocupat de multiplele probleme ale vieții agrare din
sud-vestul României. Evenimentele revoluționare din toamna anului 1918 îl află ca student, animat de puternica năzuință a înfăptuirii unității naționale.

## Activitatea politică
A organizat Garda Națională din Gilard, a fost președintele Consiliului Național Român local. A fost prezent la Marea Adunare Națională din 1 decembrie 1918 ca reprezentant titular al cercului electoral Ciacova.

## Recunoașteri
A avut mari merite în aplicarea reformei agrare din 1921 din județul Timiș-Torontal, precum și la organizarea și activitatea Camerei de Agricultură și a Serviciului Agricol din județul menționat.